# Lista das 100 Mulheres (BBC) do ano de 2020
A lista das 100 Mulheres (BBC) do ano de 2020 premiou 100 mulheres por serem inspiradoras e influentes em diversas áreas. A série examina o papel das mulheres no século XXI e inclui eventos em Londres, no México e no Brasil. Assim que a lista é divulgada, é o começo do que é descrito pelo projeto como a "temporada das mulheres da BBC", com duração de três semanas, que inclui a transmissão, relatórios online, debates e criação de conteúdo jornalístico sobre o tópico das mulheres. A lista 100 Mulheres (BBC) é publicada anualmente desde 2013.
Na lista desse ano encontra-se Nisreen Alwan, pesquisadora britânica-iraquiana de saúde pública e professora associada de saúde pública na Universidade de Southampton, na qual realiza estudos sobre saúde e bem-estar de mulheres e crianças com enfoque na gravidez. Durante a pandemia de covid-19 em 2020, Nisreen fortaleceu a conscientização acerca da necessidade dos países medirem e abordarem não apenas a mortalidade mas também os problemas de saúde de longo prazo causados pelo novo coronavírus.

| Imagem | Nome                         | Nacionalidade                                 | Descrição | Referências |
| ------ | ---------------------------- | --------------------------------------------- | --- | ----------- |
|        | Adriana Albini               | Itália                                        | investigadora italiana |             |
|        | Agnes Chow                   | China                                         | ativista política de Hong Kong |             |
|        | Aisha Yesufu                 | Nigéria                                       | ativista social nigeriana |             |
|        | Alice Wong                   | Estados Unidos                                | ativista estadunidense dos direitos das pessoas com deficiência |             |
|        | Alicia Garza                 | Estados Unidos                                | ativista norte-americana |             |
|        | Anastasia Volkova            | Ucrânia                                       | inovadora agrícola da Ucrânia |             |
|        | Angélique Kidjo              | França Benim                                  | ator |             |
|        | Anita Tijoux                 | França Chile                                  | música francês-chilena, rapper e ativista |             |
|        | Arussi Unda                  | México                                        | ativista mexicana |             |
|        | Bilkis Dadi                  | Índia                                         | ativista indiana |             |
|        | Carolina Castro              | Argentina                                     | sindicalista argentina |             |
|        | Christina Adane              | Reino dos Países Baixos                       | jovem ativista pelo direito à alimentação |             |
|        | Chu Kim Duc                  | Vietname                                      | arquiteta vietnamita |             |
|        | Cibele Racy                  | Brasil                                        | educadora, pioneira na construção de um ensino fundamental com igualdade racial em São Paulo, responsável pelo projeto escolar que se transformou referência no assunto, a Emei Nelson Mandela                    |             |
|        | Cindy Burbridge              | Estados Unidos Tailândia                      | modelo tailandêsa |             |
|        | Claudia López Hernández      | Colômbia                                      | política colombiana |             |
|        | Deta Hedman                  | Reino Unido                                   | jogadora de dardos britânica, nascida na Jamaica |             |
|        | Diana Barran                 | Reino Unido                                   | ativista de caridade britânica e gerente de fundos de hedge |             |
|        | Douce Namwezi N'Ibamba       | República Democrática do Congo                | jornalista da República Democrática do Congo |             |
|        | Eileen Flynn                 | República da Irlanda                          | política irlandesa |             |
|        | Elin Williams                | País de Gales                                 | blogueira e ativista do País de Gales |             |
|        | Elizabeth Anionwu            | Reino Unido                                   | enfermeira britânica, professora e ativista |             |
|        | Erica Baker                  | Estados Unidos                                | engenheira e gerente de Engenharia |             |
|        | Etheldreda Nakimuli-Mpungu   | Uganda                                        | desenvolvedora do Programa de Saúde Mental Uganda |             |
|        | Evelina Cabrera              | Argentina                                     | gerente de esportes |             |
|        | Fang Fang                    | China                                         | escritora chinesa |             |
|        | Febfi Setyawati              | Indonésia                                     | ativista indonésia |             |
|        | Gulnaz Zhuzbaeva             | Quirguistão                                   | ativista quirguiz |             |
|        | Gülsüm Kav                   | Turquia                                       | médica, ativista turca |             |
|        | Hayat Mirshad                | Líbano                                        | ativista libanesa |             |
|        | Houda Abouz                  | Marrocos                                      | rapper, defensora dos direitos das mulheres e da igualdade de gênero |             |
|        | Ilwad Elman                  | Somália                                       | ativista somali |             |
|        | Iman Ghaleb Al-Hamli         | Iémen                                         | empreendedora iemenita |             |
|        | Isaivani                     | Índia                                         | música indiana e cantora gaana |             |
|        | Ishtar Lakhani               | África do Sul                                 | feminista sul-africana, ativista de direitos humanos e estrategista |             |
|        | Jackie Kay                   | Reino Unido                                   | poeta e romancista escocesa |             |
|        | Jane Fonda                   | Estados Unidos                                | atriz e ativista americana (nascida em 1937) |             |
|        | Jemimah Kariuki              | Quénia                                        | fundadora queniana do Serviço de Ambulância Free |             |
|        | Jeong Eun-kyeong             | Coreia do Sul                                 | especialista sul-coreana em doenças infecciosas e saúde pública |             |
|        | Josina Z. Machel             | Moçambique                                    | ativista moçambicana |             |
|        | Karen Dolva                  | Noruega                                       | empreendedora norueguês |             |
|        | Kathryn Sullivan             | Estados Unidos                                | astronauta americana (nascida em 1951) |             |
|        | Kiran Gandhi                 | Estados Unidos                                | artista de música eletrônica, cantora e ativista |             |
|        | Kotchakorn Voraakhom         | Tailândia                                     | arquiteta e designer tailandesa |             |
|        | Laleh Osmany                 | Afeganistão                                   | ativista afegã |             |
|        | Lauren Gardner               | Estados Unidos                                | epidemiologista americana |             |
|        | Lea T                        | Brasil                                        | estilista e modelo brasileira |             |
|        | Lorna Prendergast            | Austrália                                     | investigadora australiana |             |
|        | Loza Abera                   | Etiópia                                       | futebolista etíope |             |
|        | Lucy Monaghan                | Reino Unido                                   | ativista do estupro na Irlanda do Norte |             |
|        | Macinley Butson              | Austrália                                     | inventora australiana |             |
|        | Maggie Gobran                | Egito                                         | fundadora de caridade egípcia |             |
|        | Mahira Khan                  | Paquistão                                     | actriz paquistanesa |             |
|        | Manasi Girishchandra Joshi   | Índia                                         | jogadora de parabadminton da Índia |             |
|        | Michelle Yeoh                | Malásia                                       | atriz e bailarina malaia |             |
|        | Miho Imada                   | Japão                                         | Mestre cervejeira de saquê |             |
|        | Mulenga Kapwepwe             | Zâmbia                                        | escritora zambiana |             |
|        | Muyesser Abdul’ehed          | Predefinição:Country data Turquestão Oriental | poetisa uigur nascida na China |             |
|        | Nadeen Ashraf                | Egito                                         | ativista egípcia |             |
|        | Nadine Kaadan                | Síria                                         | desenhista síria |             |
|        | Nandar                       | Myanmar                                       | podcaster de Mianmar e ativista feminista |             |
|        | Naomi Dickson                | Reino Unido                                   | trabalhadora de caridade de abuso doméstico |             |
|        | Nasrin Sotoudeh              | Irão                                          | Advogada iraniana e activista dos direitos humanos |             |
|        | Nemonte Nenquimo             | Equador                                       | líder e ativista indígena e membro dos Huaorani da região amazônica do Equador |             |
|        | Nisreen Alwan                | Iraque                                        | investigadora iraquiana |             |
|        | Oksana Pushkina              | Rússia                                        | apresentadora de televisão e política russa |             |
|        | Opal Tometi                  | Estados Unidos Nigéria                        | escritora, activista, estrategista e organizadora de comunidades americanas de ascendência nigeriana. |             |
|        | Panusaya Sithijirawattanakul | Tailândia                                     | ativista tailandesa |             |
|        | Pardis Sabeti                | Irão                                          | bióloga iraniana-americana, Universidade de Harvard |             |
|        | Patrisse Cullors             | Estados Unidos                                | Ativista e artista norte-americana |             |
|        | Phyllis Omido                | Quénia                                        | ativista ambiental queniana |             |
|        | Rebeca Gyumi                 | Tanzânia                                      | advogada, ativista da Tanzânia |             |
|        | Ridhima Pandey               | Índia                                         | Activista climática da Índia |             |
|        | Rima Sultana Rimu            | Bangladesh                                    | professora de Bangladesh ajudando refugiadas rohingya |             |
|        | Rina Akter                   | Bangladesh                                    | trabalhadora do sexo de Bangladesh tornou-se humanitária |             |
|        | Ruth Shady                   | Peru                                          | antropóloga e arqueóloga peruana |             |
|        | Safaa Kumari                 | Síria                                         | virologista de plantas nascida na Síria |             |
|        | Salsabila Khairunnisa        | Indonésia                                     | ativista ambiental indonésia |             |
|        | Sania Nishtar                | Paquistão                                     | médica cardiologista, autora e ativista paquistanesa |             |
|        | Sanna Marin                  | Finlândia                                     | política finlandesa, ex-primeira-ministra da Finlândia |             |
|        | Sapana Roka Magar            | Nepal                                         | trabalhadora do crematório nepalês |             |
|        | Sarah Amiri                  | Emirados Árabes Unidos                        | cientista e ministra de Emirados |             |
|        | Sarah C Gilbert              | Reino Unido                                   | especialista e professora vacinologia na Universidade de Oxford. |             |
|        | Shani Dhanda                 | Reino Unido                                   | ativista británica |             |
|        | Siouxsie Wiles               | Nova Zelândia                                 | microbiologista da Nova Zelândia e comunicadora de ciências |             |
|        | Somaya Faruqi                | Afeganistão                                   | engenheira afegã, capitã do Afghan Girls Robotics Team |             |
|        | Susana Raffalli              | Venezuela                                     | nutricionista venezuelana e ativista |             |
|        | Tsitsi Dangarembga           | Zimbábue                                      | autora do Zimbábue e cineasta |             |
|        | Ubah Ali                     | Somalilândia                                  | ativista social e feminista da Somalilândia |             |
|        | Unsung hero                  |                                               | heroína desconhecida foi listada na 100 Women (BBC) no ano de 2020 como uma maneira de reconhecer as inúmeras mulheres em todo o mundo que fizeram um sacrifício para ajudar os outros neste "ano extraordinário" |             |
|        | Uyaiedu Ikpe-Etim            | Nigéria                                       | cineasta nigeriana, produtora de cinema e roteirista |             |
|        | Vanessa Nakate               | Uganda                                        | ativista ambiental ugandense |             |
|        | Vernetta M Nay Moberly       | Estados Unidos                                | ativista climática dos EUA |             |
|        | Waad al-Kateab               | Síria                                         | cineasta síria |             |
|        | Wendy Caishpal               | El Salvador                                   | ativista salvadorenha |             |
|        | Yee-Sin Leo                  | Singapura                                     | médica de Cingapura |             |
|        | Yulia Tsvetkova              | Rússia                                        | ativista russa |             |
|        | Yvonne Aki-Sawyerr           | Serra Leoa                                    | política |             |
|        | Zahara                       | África do Sul                                 | musicista sul-africana |             |
|        | Śviatłana Cichanowskaja      | Bielorrússia                                  | política, educadora e ativista pró-democracia bielorrussa |             |

∑ 100 items.